# Nicolaus Jacob Keusch
Nicolaus Jacob Keusch (* 16. Juni 1745 in Lübeck; † 7. Oktober 1817 ebenda) war ein deutscher Kaufmann und Bürgermeister der Hansestadt Lübeck.
Keusch war Sohn eines Brandweinbrenners und Lübecker Kaufmann. Er war Mitglied der Lübecker Schonenfahrer. Als deren wortführender Ältermann wurde er 1790 in den Rat der Stadt gewählt. In der Lübecker Franzosenzeit war er kurzzeitig Munizipalrat der Stadt. 1813 wurde er wieder Ratsherr und in seinem Todesjahr Lübecker Bürgermeister.